# 해비타트 운동

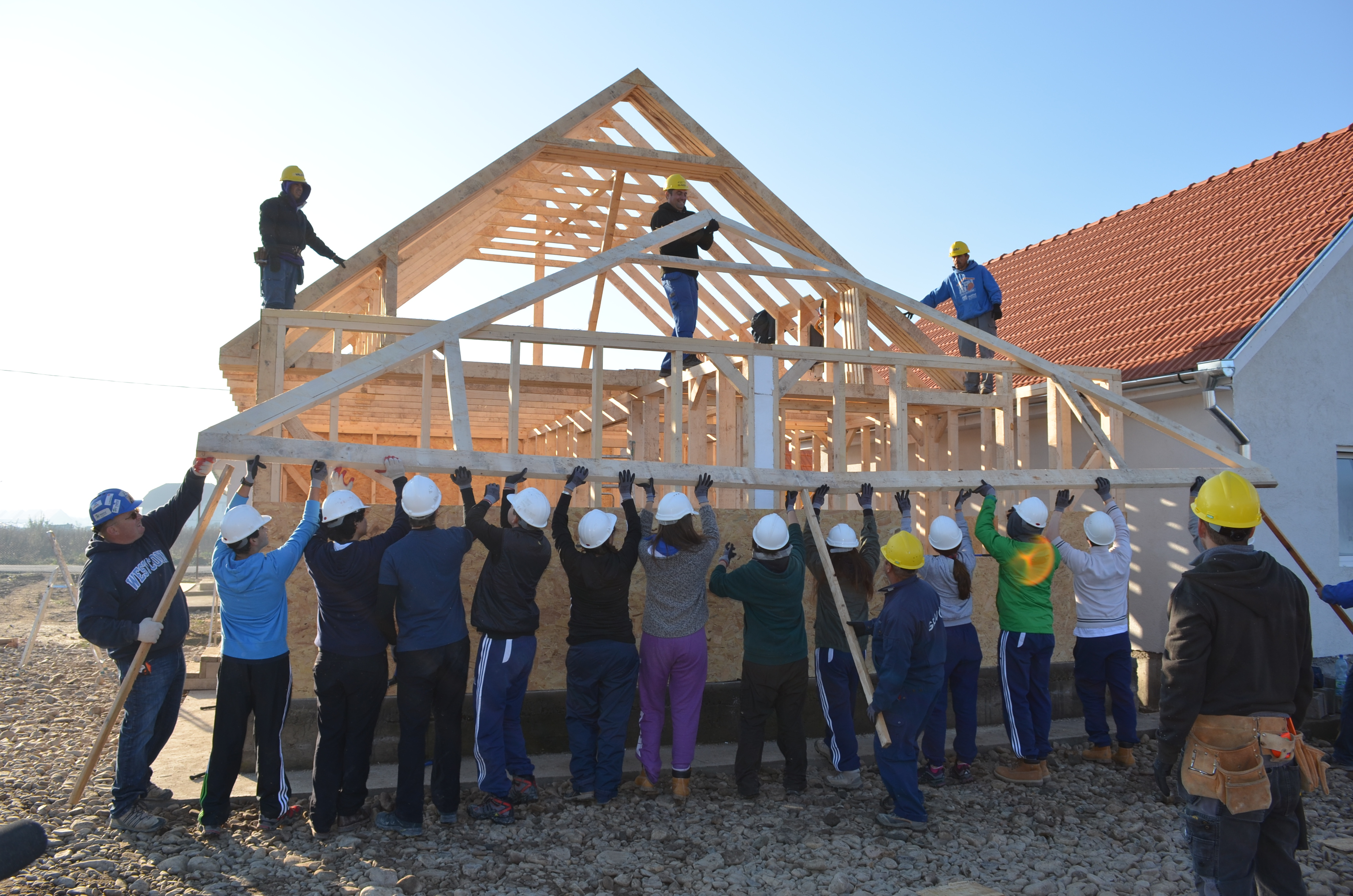

해비다트(영어: Habitat for Humanity International)는 열악한 조건의 주거환경에서 살아가고 있는 사람들에게 집을 지어 주는 국제적, 비영리적 비정부 기구이다.

## 해비타트
- 개방된 지도체제와 다양한 형태의 협력관계를 통해 지역사회의 참여를 확대시킨다.
- 온전한 협력관계를 통하여 기존 입주자 및 입주예정자의 존엄성을 높인다.
- 지역사회의 변혁과 지속적 발전을 촉진한다.

## 역사

### 해비타트 운동의 시작
1965년 미국의 한 변호사 밀러드(Millard)가 기독교인이 모여 사는 코이노니아 농장에 처음 방문하여 협동주택의 아이디어를 얻었고, 1969년 최초의 동역주택을 완공하였다.정식적으로는 1976년 밀러드와 그의 부인 퓰러(Fuller) 부부가 텍사스의 샌 안토니오에서 수혜자가 무이자로 천천히 조금씩 갚아나가도록 여러 사람이 자금을 모아 집을 지어주면서 시작되었다.

### 한국해비타트의 시작
1989년 고왕인 박사가 해비타트 설립 준비에 착수하여, 1992년 한국의 정근모 박사가 이사장, 고왕인 박사가 실행위원장이 되어 임의단체 해비타트 한국운동본부가 발족되었고 1994년 의정부에 한국 최초 해비타트 주택 3세대를 건축하였다. 1995년 '한국 사랑의 집짓기 운동 연합회'라는 이름 하에 건교부 산하 비영리 공익법인 정식 인가를 받아 활동을 시작하였다.

## 사업
해비타트 사업은 크게 후원과 봉사로 나뉜다.

### 후원
후원에는 정기후원, 일시후원, 중고차 후원, 마일리지 후원, 문자 후원이 있다.
- 정기후원: 후원을 신청하면 후원자가 되어 매달 자신이 정한 액수를 기구에 기부한다.
- 일시후원: 후원자가 일회적으로 원하는 액수만큼 기부한다.
- 중고차 후원: 후원을 신청한 후 내용과 차량을 확인한 후 중고차를 기부한다.
- 마일리지 후원: 정해진 기관의 카드 포인트나 영수증 등 다양한 방법으로 후원한다.
- 문자후원: 가장 간단한 방법으로, 정해진 번호로 문자를 보내면 건당 2000원이 후원된다.

### 봉사
봉사는 크게 국내자원봉사, 해외자원봉사로 나뉜다.

#### 국내자원봉사
- 희망의 집짓기: 평일 또는 주말에 개인 또는 단체 봉사자가 원하는 날짜만큼 신청하여 건축자원봉사자로 참여할 수 있다. 주로 4~10월에 지회마다 진행되는 건축사업에 참여할 수 있으며, 일요일은 봉사를 진행하지 않는다.
- 희망의 집고치기: 소년 소녀 가장, 독거노인, 장애인 등 열악한 주거환경의 거주지 개선을 위한 주택수리 사업으로 자원봉사팀을 구성하여 수시로 진행된다.
- 한국번개건축: 영어로는 'blitz build'라고 하며 단기간에 대단위의 물량과 많은 인원을 한 장소에 투입하여 집중적으로 건물을 완성하는 사업이다.

#### 해외자원봉사
해외자원봉사 프로그램에는 기본적으로 Global Village Program이라는 이름으로 팀 단위의 자원봉사자가 현지 주민과 홈파트너와 협력하여 집을 짓는 활동이 매년 전 세계적으로 이루어지고 있고, 그 외 일정 기간동안 타 단체의 후원과 함께 진행하는 프로그램이 있다.

## 지회
해비타트 대부분의 국내봉사는 지회를 단위로 진행되며 경기북부, 군산, 대구/경북, 서울, 울산, 전남동부, 천안아산, 청주청원, 춘천 총 9개 지회가 있다.